# ناتاليا بوش
ناتاليا بوش (بالإسبانية: Natalia Bush)‏ هي عارضة إسبانية، ولدت في 14 ديسمبر 1984 في تنريفي في إسبانيا.

## وصلات خارجية
- ناتاليا بوش على موقع IMDb (الإنجليزية)